# Puzieux (Vosges)
Puzieux település Franciaországban, Vosges megyében. Lakosainak száma 145 fő (2022. január 1.). Puzieux Ambacourt, Domvallier, Frenelle-la-Grande, Frenelle-la-Petite, Juvaincourt, Poussay és Ramecourt községekkel határos.

## Népesség
A település népességének változása:
| Lakosok száma | 157  | 152  | 153  | 148  | 146  | 146  | 147  | 145  | 145  |
|               | 2013 | 2015 | 2016 | 2017 | 2018 | 2019 | 2020 | 2021 | 2022 |